# Cheilotoma erythrostoma
Cheilotoma erythrostoma es un coleóptero de la familia Chrysomelidae.
Fue descrita científicamente en 1837 por Faldermann.